# Onthophagus decedens
Onthophagus decedens är en skalbaggsart som beskrevs av Louis Albert Péringuey 1904. Onthophagus decedens ingår i släktet Onthophagus och familjen bladhorningar. Inga underarter finns listade i Catalogue of Life.